# أرماندو غاما
أرماندو غاما (بالبرتغالية: Armando Gama‏) هو عازف بيانو ومغني ومغن مؤلف برتغالي، ولد في 1 أبريل 1954 في لواندا في أنغولا.

## وصلات خارجية
- الموقع الرسمي
- أرماندو غاما على موقع IMDb (الإنجليزية)
- أرماندو غاما على موقع ميوزك برينز (الإنجليزية)
- أرماندو غاما على موقع ديسكوغز (الإنجليزية)
- أرماندو غاما على موقع قاعدة بيانات الفيلم (الإنجليزية)